# Christian Merle
Christian Merle est un boxeur français né le 18 janvier 1965 à Chamalières, Puy-de-Dôme.

## Carrière
Champion de France des poids super-légers le 25 juin 1993 face à Khalid Rahilou puis champion d'Europe EBU de la catégorie le 4 décembre suivant face à Valery Kayumba, il perd le combat revanche en 1994 et met un terme à sa carrière de boxeur professionnel en 1997. Merle devient par la suite entraineur de boxeurs au club de l'ASM à Clermont-Ferrand.

### Combats
- En amateur, 80 combats : 68 victoires, 2 nuls et 10 défaites.
- En professionnel (de décembre 1987 à juin 1997), 38 combats : 34 victoires (dont 26 avant la limite) et 4 défaites

### Titres
- Vice-champion de France amateur des légers en 1986
- Champion de France amateur des légers devant Scigliano en 1987 et devient professionnel
- Vice-champion de France des légers pro en 1990 et 1992
- Champion de France des légers en 1993 et 1995
- Champion d'Europe des super-légers en 1993 devant Valery Kayumba (perd son titre en 1994 lors du combat revanche)